# Stereonephthya bellissima
Stereonephthya bellissima is een zachte koraalsoort uit de familie Alcyoniidae. De koraalsoort komt uit het geslacht Stereonephthya. Stereonephthya bellissima werd in 1931 voor het eerst wetenschappelijk beschreven door Thomson & Dean. 